# 도스 화물 터미널역
도스 화뭍 터미널 역(일본어: 鳥栖貨物ターミナル駅)은 일본 사가현 도스시에 있는 일본화물철도의 화물역이다. 가고시마 본선 소속. 영업 거리상은, 규슈 여객철도 다시로역과 동일 지점에 있다.

## 역 구조
지상역. 컨테이너 승강장은 2면 있고, 섬식 1면과 단선 1면이 되는 것과 같이, 3개의 하역선이 접하고 있다. 하역선은 모두 발착선이 되고 있어, 발착선 하역 방식을 취하고 있다. 그 외, 통상의 발착선이 3개 있다. 역의 구내에는, 영업 창구의 일본화물철도 도스 영업소, 승무원 묘지의 도스 통합 철도부가 있다.

## 취급화물의 종류
- 컨테이너 화물.
  - 12ft컨테이너, 20 ft · 30 ft 대형 컨테이너, 20 ft SO규격 해상 컨테이너를 취급한다.
- 산업폐기물, 특별 산업폐기물의 취급허가를 얻는다.

## 화물열차 · 트렁크 편
고속화물열차만 정차한다. 하행 열차(구마모토 · 다카나베 방면 행)는 하루 6개, 상행 열차(지하야 조차장 방면 행)은 하루 4개 정차한다. 하행 열차의 2개가 이 역 종착, 상행 열차의 2개가 이 역 시발로 되고 있다. 그 외 임시 열차도 설정되어 있다.
상행 열차의 행선지는 도쿄 화물 터미널 역이 2개, 구다라 역 · 나고야 화물 터미널 역이 1개 정도로 되어 있다. 나머지 상행 열차나 하행 열차의 행선지는 모두 규슈 지구의 역이 되고 있다. 그 외, 트렁크 편은 오무타 오프레일 스테이션으로의 사이로 하루 10회 왕복으로 운행되고 있다.

### 트렁크 집배 지역
후쿠오카 현 지쿠고 지방 · 사가현 동부 · 남부를 집배 지역으로 한다.

## 역사
2011년 개업 예정의 규슈 신칸센 하카타역 - 신야쓰시로 역 간의 건설에 걸쳐 구루메역의 공사로 걸쳐, 구루메 역 구내의 화물 승강장 등이 공사에 지장을 초래하고 있었다. 이 때문에 종래 구루메 역이 가지고 있던 화물역 기능을 도스 역으로 통합시키게 되었다. 2005년도 말까지 도스 역 구내 개량 공사를 실시해, 도스 화물 터미널 역으로서 2006년에 개장 개업했다. 구루메 역 구내 시설 부분에 관해서는, 2006년도에 신칸센 계획 용지로서 넘겨주게 되었다.
- 2006년 3월 18일 : 일본화물철도 도스역의 화물 시설을 정비해 개업.